# Корбут, Пётр Юлианович
Пётр Юлианович Корбут (1908—1944) — Гвардии полковник Рабоче-крестьянской Красной Армии, участник Великой Отечественной войны, Герой Советского Союза (1944).

## Биография
Пётр Корбут родился 16 (по новому стилю — 29) сентября 1908 года в городе Пинске (ныне — Брестская область Белоруссии). Окончил 1 курс Бежицкого Машиностроительного Института (1930-1931) Брянской области. В 1931 году Корбут был призван на службу в Рабоче-крестьянскую Красную Армию. В 1932 году он окончил Орловскую танковую школу, в 1933 - школу младшего комсостава, а  в 1941 году — Военную академию механизации и моторизации РККА.
В 1936 командир роты 2 отдельного танкового батальона 32 механизированной бригады ЗабВО и, позже, 31 Отдельного танкового батальона 114 СД ЗабВО. 1939 - командир тыла 341 отдельного ремонтно-восстановительного батальона ЗабВО.
Судя по косвенным признакам, награждение орденом Ленина в 1936 году, принимал участие в войне в Испании (07.1936-04.1939 гг).
С начала Великой Отечественной войны — на её фронтах. Участвовал в Сталинградской битве.
С 7.02.1942 командир батальона 23 танковой бригады; с 11.04.42 - нач. штаба. С 8 октября 1942 командир 23 танковой бригады.
21.10.1942 назначен командиром 7 отдельного гвардейского танкового полка прорыва (66-я армия, Донской фронт), участвовал в операции «Кольцо», в результате которой была уничтожена окружённая группировка противника, и 2 февраля 1943 года освобождён город Сталинград.
С 1 августа 1943 года гвардии подполковник (впоследствии полковник) Пётр Корбут командовал 37-й гвардейской танковой бригадой (2-го гвардейского механизированного корпуса, 5-й ударной армии, 4-го Украинского фронта). Отличился во время освобождения Украинской ССР. В начале февраля 1944 года его бригада прорвала немецкую оборону с Никопольского плацдарма в районе города Никополя Днепропетровской области. 4 февраля 1944 года Корбут погиб в бою. Похоронен в братской могиле в Мелитополе.

## Награды
Указом Президиума Верховного Совета СССР от 19 марта 1944 года за «умелое командование танковой бригадой, образцовое выполнение боевых заданий командования на фронте борьбы с немецкими захватчиками и проявленные при этом мужество и героизм» гвардии полковник Пётр Корбут посмертно был удостоен высокого звания Героя Советского Союза. Был также награждён двумя орденами Ленина, орденами Красного Знамени, Александра Невского и Отечественной войны 2-й степени.

## Память
В 1947 году советский поэт Сергей Орлов посвятил Корбуту своё стихотворение «У сгоревшего танка».